# Islas Vírgenes Británicas en los Juegos Olímpicos de Atlanta 1996
Las Islas Vírgenes Británicas estuvieron representadas en los Juegos Olímpicos de Atlanta 1996 por siete deportistas masculinos que compitieron en dos deportes.
El portador de la bandera en la ceremonia de apertura fue el atleta Keita Cline. El equipo olímpico virgenense británico no obtuvo ninguna medalla en estos Juegos.